# Möhrendorf
Möhrendorf é um município da Alemanha, localizado no distrito de Erlangen-Höchstadt, no estado de Baviera.